# Primera División de la UAR 1969
El Campeonato de Primera División de la UAR de 1969 fue la 71.ª edición del torneo de rugby de la Capital Federal y alrededores bajo el control de la Unión Argentina de Rugby.

## Sistema de disputa
Los 11 equipos se enfrentan entre sí con un formato de todos contra todos a dos ruedas. Una victoria otorga dos puntos, un empate otorga uno y una derrota, ninguno. El equipo con la mayor cantidad de puntos sale campeón.

### Descensos y ascensos
No hubo descensos por la reestructuración del torneo para el año 1970, que hizo que pase de 11 equipos este año a 24 para el año próximo.

### Cambios de categoría
| Pos. | Descendidos a 2.ª División |
| ---- | -------------------------- |
| 11.º | Obras Sanitarias           |

| Pos. | Ascendidos de 2.ª División |
| ---- | -------------------------- |
| 1.º  | Los Matreros               |

### Torneo Extra[3]
Para cubrir las fechas que quedaban disponibles debido a la temprana finalización de temporada por la Gira de Escocia a la Argentina de 1969, se organizó nuevamente un Torneo Extra. Jugaron los 22 equipos de Primera y Segunda, divididos en 2 grupos de 5 y 2 grupos de 4. Se jugaron todos contra todos a una rueda y los ganadores de cada grupo pasaron a las semifinales. La final la ganó San Fernando, derrotando al SIC por 14–3.

## Tabla de posiciones
| Pos. | Equipo            | Encuentros | Encuentros | Encuentros | Encuentros | Tantos | Tantos | Tantos | Puntos |
| Pos. | Equipo            | PJ         | PG         | PE         | PP         | F      | C      | Dif    | Puntos |
| ---- | ----------------- | ---------- | ---------- | ---------- | ---------- | ------ | ------ | ------ | ------ |
| 1.º  | CUBA              | 20         | 17         | 2          | 1          | 257    | 99     | +158   | 36     |
| 2.º  | CASI              | 20         | 15         | 1          | 4          | 309    | 131    | +178   | 31     |
| 3.º  | Belgrano Athletic | 20         | 13         | 1          | 6          | 279    | 169    | +110   | 27     |
| 4.º  | SIC               | 20         | 10         | 3          | 7          | 250    | 191    | +59    | 23     |
| 5.º  | Pucará            | 20         | 8          | 5          | 7          | 169    | 157    | +12    | 21     |
| 6.º  | Old Georgian      | 20         | 9          | 2          | 9          | 214    | 181    | +33    | 20     |
| 7.º  | San Fernando      | 20         | 7          | 1          | 12         | 143    | 272    | -129   | 15     |
| 8.º  | Pueyrredón        | 20         | 6          | 2          | 12         | 158    | 194    | -36    | 14     |
| 9.º  | Los Tilos         | 20         | 5          | 2          | 13         | 109    | 194    | -85    | 12     |
| 10.º | Los Matreros      | 20         | 5          | 2          | 13         | 142    | 281    | -139   | 12     |
| 11.º | San Martín        | 20         | 4          | 1          | 15         | 142    | 299    | -157   | 9      |

|  | Campeón.    |
|  | Subcampeón. |

## Campeón
| CUBA Campeón 12° título |